# Noturus stanauli
The pygmy madtom (Noturus stanauli) là một loài cá thuộc họ Ictaluridae. Nó là loài đặc hữu của Hoa Kỳ.

## Sources
- Gimenez Dixon, M. 1996. Noturus stanauli[liên kết hỏng]. 2006 IUCN Red List of Threatened Species.  Truy cập ngày 4 tháng 8 năm 2007.
- Dinkins, G.R. 1984. Aspects of the life history of the smoky madtom (Noturus baileyi) in Citico Creek. M.S. Thesis, University of Tennessee, Knoxville, TN. 50pp.
- Dinkins, G.R., and P.W. Shute. 1993. Life histories of two federally listed madtom catfish, Noturus baileyi (smoky madtom) and N. flavipinnis (yellowfin madtom). Unpublished manuscript.
- Starnes, W. C., and L. B. Starnes. 1985. Ecology and life history of the mountain madtom, Noturus eleutherus (Pisces: Ictaluridae). Am. Midl. Nat. 114:331-341.
- Gutowski, M. J., and J. R. Stauffer, Jr. 1990. Feeding ecology of the margined madtom Noturus insignis (Richardson) (Teleos-tei: Ictaluridae). Abstract, 70th annual meeting ASIH (p. 95).
- Etnier, D. A., and R. E. Jenkins. 1980. Noturus stanauli, a new madtom catfish (Ictaluridae) from the Clinch and Duck Rivers, Tennessee. Bull. Alabama Mus. Nat. Hist. 5:17-22.
- Neves, R. J., and P. L. Angermeier. 1990. Habitat alteration and its effects on native fishes in the upper Tennessee River system, east-central U.S.A. J. Fish Biol. 37 (Supplement A), pp. 45–52.
- Starnes, W. C., and D. A. Etnier. 1986. Drainage evolution and fish biogeography of the Tennessee and Cumberland Rivers drainage realm. In: The Zoogeography of North American Freshwater Fishes (C. H. Hocutt, and E. O. Wiley, eds.), pp. 325–361. New York: John Wiley.
- Starnes, W. C., and D. A. Etnier. 1986. Drainage evolution and fish biogeography of the Tennessee and Cumberland Rivers drainage realm. In: The Zoogeography of North American Freshwater Fishes (C. H. Hocutt, and E. O. Wiley, eds.), pp. 325–361. New York: John Wiley.
- Sheldon, A. L. 1988. Conservation of stream fishes: patterns of diversity, rarity, and risk. Conservation Biology. 2:149-156.
- Tennessee Valley Authority. 1971. Stream length in the Tennessee River Basin. Tennessee Valley Authority, Knoxville, TN. 25 pp.